# Darío Morales
Darío Morales López (Cartagena, Colombia; 6 de agosto de 1944-París, Francia; 21 de marzo de 1988) fue un pintor, grabador y dibujante colombiano en el arte figurativo.

## Biografía
Darío Morales estudió desde los 12 años en la Escuela de Bellas Artes de Cartagena. En 1962 ingresó a la Escuela de Bellas Artes de la Universidad Nacional de Bogotá.
En 1968 realizó una importante exposición individual en la Biblioteca Luis Ángel Arango de Bogotá. Ese mismo año se casó con Ana María Villa y viajó a París con un crédito del ICETEX; allí estudió grabado en el Atelier (Taller) 17, con el maestro británico Stanley William Hayter. Al año siguiente decide radicarse definitivamente en París en donde desarrolla su vida familiar, allí nacen sus hijas Estefanía (1973) y Clara Serena (20029).
En 1972 expuso individualmente en Estados Unidos y Europa. Hizo dibujo, pintura, grabado y escultura, destacándose por su gran cuidado técnico a la manera de los maestros del pasado. Puede decirse que el suyo es un buen oficio en el sentido tradicional del término. Se ocupó de temas convencionales de la historia del arte, el desnudo principalmente. La sensualidad del cuerpo femenino, fue su principal obsesión; lo trató de una manera muy propia, rodeándolo de ambientes cerrados y objetos cotidianos que, sin embargo, daban a sus cuadros una cierta atmósfera de "escenografía pictórica" sobre la cual la modelo posa.
Desde finales de los setenta hizo esculturas que fueron de bronce, desnudos femeninos en igualesposiciones y actitudes, algunas escenas de taller en las que se retrató con la modelo y al final de su vida, bodegones en bronce exquisitamente patinados a partir de objetos encontrados. Morales recibió un buen número de distinciones y premios por sus exposiciones. 
El 21 de marzo de 1988, en París muere Morales tras padecer la enfermedad de los últimos años en Francia.

## Premios
Morales recibió un buen número de distinciones, entre ellas, el premio de Pintura en el VII Salón Francisco A. Cano (1963), el primer premio de Pintura en el x Salón Cano (1966), el primer premio en Dibujo en la X Exposición Panamericana de Artes Gráficas del Museo de Arte Moderno La Tertulia de Cali (1970), el primer premio en Dibujo en el primer Salón Nacional de Artes Plásticas de la Universidad Jorge Tadeo Lozano de Bogotá (1972) y la Medalla Instituto Colombiano de Cultura (1986). Realizó dos muestras retrospectivas, una en el Salón Avianca de Barranquilla (1983) y otra en el Museo de Arte Moderno de Bogotá (1984) 